# Tonight again
"Tonight again" é uma canção do cantor australiano de origem malásia Guy Sebastian. O cantor foi escolhido através de uma seleção interna para ser o primeiro representante da Austrália no Festival Eurovisão da Canção em 2015 em Viena, na Áustra, onde conseguiu um 5º lugar com 196 pontos.
Uma versão sueca intitulada "Du och jag igen" foi feita por Gina Dirawi e Sarah Dawn Finer em 2016.

## Faixas e formatos
| Download digital |                 |         |  |
| N.º              | Título          | Duração |  |
| 1.               | "Tonight Again" | 3:23    |  |

| Single em CD |                                       |         |  |
| N.º          | Título                                | Duração |  |
| 1.           | "Tonight Again"                       | 3:23    |  |
| 2.           | "Mama Ain't Proud featuring 2 Chainz" | 3:46    |  |

## Lista de posições
| Lista (2015)                                   | Melhor Posição |
| ---------------------------------------------- | -------------- |
| Austrália (ARIA)                               | 12             |
| Áustria (Ö3 Austria Top 75)                    | 16             |
| Bélgica (Ultratip Bubbling Under de Flandres)  | 28             |
| Bélgica (Ultratip Bubbling Under da Valônia)   | 34             |
| O campo songid é OBRIGATÓRIO PARA PARADA ALEMÃ | 44             |
| Iceland (Tonlist)                              | 5              |
| Países Baixos (Single Top 100)                 | 71             |
| Suécia (Sverigetopplistan)                     | 22             |
| Suíça (Schweizer Hitparade)                    | 47             |
| UK Singles (Official Charts Company)           | 178            |